# Haine et Passions
Haine et Passions et Les Vertiges de la Passion (Guiding Light) est un feuilleton télévisé américain en 18 262 épisodes créé par Irna Phillips et Emmons Carlson et diffusé du 30 juin 1952 au 18 septembre 2009 sur le réseau CBS.
Sa toute première apparition est retransmise dès le 25 janvier 1937 jusqu'au 29 novembre 1946 sur NBC Radio puis du 2 juin 1947 au 29 juin 1956 sur CBS Radio.
Haine et passions était le feuilleton le plus ancien de l'histoire de la télévision, ayant commencé sa diffusion avant As the World Turns, Hôpital central, Des jours et des vies, Les Feux de l'amour et Amour, Gloire et Beauté.
Aux États-Unis, il était le premier feuilleton en audimétrie de 1956 à 1958.
Il s'achève le 18 septembre 2009 après 57 ans, il compte 15 762 épisodes diffusés sur le réseau CBS.
Ce feuilleton avait démarré bien avant la télévision, d'abord à la radio entre 1937 et 1946 sur NBC Radio et entre 1947 et 1956 sur CBS Radio.
Au total, en comptant tout son passage de la radio à la télévision, il a duré 72 ans avec en réalité 18 262 épisodes. Il comporte ainsi la plus grande longévité jamais atteinte et le plus grand nombre d'épisode dans le monde des soap operas, devant Hôpital central.
En France, le feuilleton a été partiellement diffusé du 7 septembre 1987(à partir de l'épisode 9 000 environ) au 21 octobre 1994 (épisodes datant de 1986), sous le titre Haine et Passions sur TF1. Puis, du 6 septembre 2004 (à partir de l'épisode 13 815 environ) au 17 décembre 2004, sous le titre Les Vertiges de la passion sur France 3 avec des épisodes datant de 2002.

## Historique
Sur le modèle de l'accord passé en 1981 entre Silvio Berlusconi et Procter & Gamble, le lessivier a cédé à TF1 en 1987, les droits des séries Haine et Passion et C'est déjà demain en échange d'espaces publicitaires d'une valeur de 270 000 francs par jour,,. Selon le procédé du Bartering.

## Synopsis
Ce feuilleton met en scène la vie des familles Bauer, puis Spaulding, Chamberlain, Reardon, Lewis dans la ville imaginaire de Springfield (en).

## Distribution
- Grant Aleksander : Phillip Spaulding (#2) (1982-1984, 1986-1991, 1996-2004, 2009)
- Elizabeth Allen : Dr Gwen Harding (1983)
- George Alvarez (en) : Ray Santos (1999-2009)
- Murray Bartlett : Cyrus Foley (2007-2009)
- Robert Bogue : Anthony « Mallet » Camalletti (#2) (2005-2009)
- E. J. Bonilla : Rafael « Rafe » Rivera (2007-2009)
- Beth Ann Bonner : Natasha (2009)
- Jeff Branson : Joshua « Shayne » Lewis (#7) (2008-2009)
- Kim Brockington : Dr. Felicia Boudreau (2002-2004, 2006, 2008-2009)
- Lisa Brown (VF : Michèle Lituac) : Nola Reardon (1980-1985, 1995-1998, 2009)
- Mandy Bruno : Marina Cooper Camalletti (#6) (2004-2009)
- Orlagh Cassidy : Doris Wolfe (1999-2009)
- Judi Evans (VF : Véronique Soufflet) : Elizabeth « Beth » Raines (1983-1986)
- Beth Chamberlin : Elizabeth « Beth » Raines (1989-1991, 1997-2003, 2003-2009)
- Crystal Chappell : Olivia Spencer (1999-2009)
- Jordan Clarke (en) (VF : Michel Vocoret) : Harlan Billy « Billy » Lewis II (#1) (1983-1987, 1989-1993, 1996, 1996-1998, *1999-2009)
- Tyra Colar : Leah Bauer (2008-2009)
- Bradley Cole : Jeffrey O'Neill (2003-2009)
- Olivia Cole : Deborah Mehren (1969-1971)
- Zach Conroy : James Spaulding (#3) (2009)
- Daniel Cosgrove : Harlan Billy « Bill » Lewis III (#4) (2002-2005, 2007-2009)
- Carey Cromelin : Wanda Hyatt (2009)
- Justin Deas : Frank « Buzz » Cooper Sr. (1993-2009)
- Bonnie Dennison : Susan « Daisy » Lemay (#3) (2007-2009)
- Frank Dicopoulos : Frank Cooper Jr. (1987-2009)
- Olivia Dicopoulos : Maureen Reardon (2009)
- Marj Dusay : Alexandra Spaulding (#2) (1993-1997, 1998-1999, 2002-2009)
- Morgan Englund : Dylan Lewis (1989-1995, 1997, 1999, 2002, 2006, 2009)
- Maureen Garrett : Holly Norris (#2) (1976-1980, 1988-2006, 2009)
- Patrick Gilbert : Robert « Robbie » Santos (#2) (2009)
- Jay Hammer : Fletcher Reade (1984-1998, 1999, 2009)
- Melissa Hayden : Bridget Reardon (1991-1997, 2009)
- Peter Francis James : Clayton Boudreau (2003-2009)
- James Earl Jones : Dr Jim Frazier
- Elizabeth Keifer : Christina « Blake » Thorpe Marler (#5) (1992-2009)
- Maeve Kinkead (VF : Anne Deleuze) : Vanessa Chamberlain (1980-1987, 1989-2000, 2002, 2005, 2006-2009)
- Jessica Leccia : Natalia Rivera Aitoro (2007-2009)
- David Andrew MacDonald : Edmund Winslow (1999-2005, 2006, 2007, 2009)
- Kurt McKinney : Matt Reardon (1994-2000, 2005, 2006-2009)
- Karla Mosley : Christina Moore Boudreau (2008-2009)
- Robert Newman : Joshua « Josh » Lewis (1981-1984, 1986-1991, 1993-2009)
- Michael O'Leary : Frederick « Rick » Bauer (#5) (1983-1986, 1987-1991, 1995-2009)
- Tom Pelphrey : Jonathan Randall (2004-2007, 2008, 2009)
- Narlee Rae : Clarissa Marler (2008-2009)
- Ron Raines : Alan Spaulding (#3) (1994-2009)
- Gil Rogers : Hawk Shayne (2009)
- Marcy Rylan : Elizabeth « Lizzie » Spaulding Lewis (#6) (2006-2009)
- Lawrence Saint-Victor : Remy Boudreau (#3) (2006-2009)
- Stefan Schnabel : Dr Stephen Jackson (1966-1981)
- Peter Simon : Dr William « Ed » Bauer Jr. (#4) (1981-1984, 1986-1996, 2002-2004, 2009)
- Tina Sloan : Lillian Raines (1983-2009)
- James Rebhorn (VF : Michel Dodane) : Bradley Raines (1983-1985, 1989-1990)
- Bethany Joy Lenz : Michelle Bauer Santos (#4) (1998-2000)
- Nancy St. Alban : Michelle Bauer Santos (#5) (2000-2005, 2009)
- Paul Anthony Stewart : Danny Santos (1998-2005, 2009)
- Mary Stuart : Meta Bauer (1996-2002)
- Cally & Brooke Tarleton : Hope Santos (2009)
- Krista Tesreau (VF : Michèle Buzynski) : Mindy Lewis (1983-1989, 2002, 2004, 2009)
- Gina Tognoni : Dinah Marler Lewis (#4) (2004-2009)
- Jacqueline Tsirkin : Emma Spencer-Spaulding (2008-2009)
- Caitlin Van Zandt : Ashlee Wolfe (2006-2009)
- Yvonna Wright : Melissande « Mel » Boudreau (2001-2009)
- Kim Zimmer (VF : Jeanine Forney) : Reva Shayne O'Neil (1983-1990, 1995-2009)
- Larry Gates (VF : Yves Brainville) : Harlan Billy « H.B. » Lewis I (1983-1988, 1989, 1990-1995)
- Jess Weixler : Caroline Boyle (2003)
- Susan Douglas Rubeš : Kathy Grant Roberts (1952-1955)

## Commentaires
Sponsorisé par la société Procter & Gamble, ce soap opera est le plus ancien de l'histoire de la télévision américaine.
Le 2 avril 2009, CBS informe qu'elle met un point final au feuilleton, le plus long de l'histoire des soap operas. L'ultime épisode fut diffusé le 18 septembre 2009 sur CBS. En cause : la restriction budgétaire et le mode de vie du public qui a bien changé en 57 ans.
Le couple formé d'Olivia (Crystal Chappell) et de Natalia (Jessica Leccia) est désigné par le mot-valise Otalia (en).